# Orestés (prefekt)
Orestés byl ve 2. desetiletí 5. století východořímský prefekt v Egyptě. Z historických pramenů je znám pro svůj ostrý spor s alexandrijským patriarchou Kyrillem, který vyvrcholil v roce 415 vraždou pohanské filosofky a vědkyně Hypatie.